# Andrea Quattrocchi
Andrea Quattrocchi Rivarola (Asunción, 23 de marzo de 1989) es una actriz, bailarina, conductora de televisión y locutora radial paraguaya,  quien saltó a la fama por su papel de Ramonita en la primera novela diaria televisiva de Paraguay llamada Papá del corazón. Como actriz participó en varias obras de teatro, cortometrajes, videoclips, largometrajes, novelas y series de televisión nacionales e internacionales, incluyendo la galardonada película La Patota de Santiago Mitre y el protagónico en un capítulo en la serie El hombre de tu vida del oscarizado director argentino Juan José Campanella.

## Trayectoria
Se recibe de intérprete actoral en el 2007 en Asunción, Paraguay en la Escuela de teatro de Margarita Irún y continúa su formación en diversos cursos y talleres en Paraguay y Argentina. 
En 2008 se hizo famosa gracias a su papel de Ramonita, una empleada doméstica tierna y simpática que supo ganar el amor de los televidentes, en la primera novela nacional Papá del corazón. 
En 2009 participó de la ficción De mil amores, donde su personaje es el de una ciega llamada Lucía. 
En 2010 participó en La doña, donde interpretó el papel de la seductora y villana Beatriz.
El 14 de octubre de 2010 se estrenó el reality show Baila conmigo Paraguay en donde participó como concursante famosa. Era una de las favoritas debido a su destreza en el baile. Llegó a la final compitiendo contra la cantante Nadia "La Kchorra" Portillo y terminó en segundo lugar. Supuestamente la legítima ganadora era Andrea, sin embargo luego aclararon que hubo una equivocación en los votos y que la ganadora era Nadia. Muchos calificaron esto como una injusticia de parte de la producción y el comienzo de una gran polémica en torno al programa.
A principios de 2011, Andrea viajó a Buenos Aires, Argentina, donde quedó seleccionada entre 400 participantes y ganó una beca para estudiar comedia musical en la escuela del bailarín argentino Julio Bocca.
En el 2012 vive su primera experiencia como productora teatral, siendo miembro fundador del elenco teatral paraguayo Rostros Sagrados.
Su primera participación en las tablas porteñas se da con Feizbuk Tours dirigida por el director argentino José María Muscari. Su debut en la televisión argentina se da de la mano del reconocido director argentino Juan José Campanella, en el unitario de Telefe, El hombre de tu vida. En dicho unitario, Andrea realiza una participación especial como Nidia durante la temporada del 2012. 
En 2014 participa en el programa Baila conmigo Paraguay 2014 haciendo pareja de baile junto a Jorge Moliniers quien fue participante de Bailando 2012 y Bailando por un sueño 2014 de Showmatch.
Su debut en cine argentino se da en la película La patota de Santiago Mitre protagonizada por Dolores Fonzi estrenada en el año 2015.
En el 2015 regresa a Paraguay en donde debuta como conductora televisiva y locutora radial mientras termina sus estudios de periodismo en la Universidad Católica de Asunción y continúa trabajando en teatro y audiovisual como actriz.
En el 2017 festeja sus 10 años profesionales como actriz.
En el 2019 está como panelista en el programa Será un Gran Día, conducido por Dani Da Rosa y Yolanda Park en el Trece.

## Filmografía

### Televisión
| Año  | Trabajo                     | Rol                            | Notas                            | Canal      |
| 2017 | Rock Tha House              | Conductora                     | Programa nocturno                | Hei música |
| 2017 | Un día de Locos             | Conductora                     | Programa señal dual radio/tv     | Hei música |
| 2017 | A 40 grados                 | Conductora                     | Programa de verano               | Unicanal   |
| 2016 | A 40 grados                 | Conductora                     | Programa de verano               | Unicanal   |
| 2014 | Baila conmigo Paraguay 2014 | Participante famosa            | Reality televisivo               | Telefuturo |
| 2013 | Farsantes                   |                                | Personaje secundario             | El trece   |
| 2013 | Simple                      | Magui                          | Personaje secundario             | Internet   |
| 2012 | El hombre de tu vida        | Stefani / Nidia                | Participación especial           | Telefe     |
| 2010 | La Doña                     | Beatriz Andrea Ramírez Velazco | Personaje principal y antagónico | Telefuturo |
| 2010 | Baila conmigo Paraguay 2010 | Participante famosa            | Reality televisivo               | Telefuturo |
| 2009 | De mil amores               | Lucía                          | Personaje secundario             | Telefuturo |
| 2008 | Papá del corazón            | Ramonita                       | Personaje secundario             | Telefuturo |

### Cine
| Año  | Trabajo                           | Rol    | Notas                |
| 2018 | Leal, solo hay una forma de vivir | Betty  | Personaje principal  |
| 2015 | La patota (película de 2015)      |        | Personaje secundario |
| 2014 | Luna de cigarras                  | Sandra | Personaje secundario |
| 2010 | Semana capital                    | Sofía  | Personaje principal  |